# Aeroporto di Minna
L'Aeroporto di Minna (IATA: MXJ, ICAO: DNMN) è un piccolo aeroporto nigeriano situato a 10 km a nord ovest della città di Minna, nello stato del Niger.
La struttura, posta all'altitudine di 254 m / 834 ft sul livello del mare, è dotata di un piccolo terminal e di una pista con fondo in asfalto lunga 3399 m e larga 44 m (11153 × 145 ft) ed orientamento 05/23, dotata di sistema di assistenza all'atterraggio ILS.
L'aeroporto, di proprietà e gestito dal Federal Airports Authority of Nigeria (FAAN), è aperto al traffico commerciale. A partire dal 2012, sono stati presentati dei piani di espansione dell'aeroporto.